# Cerebros Exprimidos (álbum)
Cerebros Exprimidos es el título del primer álbum del grupo de hardcore punk Cerebros Exprimidos.
El álbum se grabó en los Duplimatic de Madrid (España), en dos tardes de abril de 1989. Todas las canciones eran nuevas versiones de temas que ya habían aparecido en sus dos primeras maquetas.
Cerebros Exprimidos apareció a toda prisa, con una portada plagiada de Dead Boys. Aparte de lo anecdótico del detalle, este evidenciaba las mil y una influencias que pocos grupos de punk rock en España manejaban en ese momento: grupos de protopunk como Stooges o los propios Dead Boys así como los grupos punteros del hardcore estadounidenses como Black Flag o Bad Brains.
El tema «Gritos en la noche» fue cedido a Munster Records (con quienes editaron el resto de su discografía) pra el recopilatorio The Munster Dance Hall Favorites Vol II.

## Lista de canciones
1. «Qué quieres de mí»
(Juanmi Bosch/Jaime Triay)
2. «Exprímelo»
(Juanmi Bosch/Jaime Triay)
3. «Gritos en la noche»
(Juanmi Bosch/Jaime Triay)
4. «Huye de ellos»
(Juanmi Bosch/Jaime Triay)
5. «Sigue el ritmo...»
(Juanmi Bosch/Jaime Triay)
6. «Terror en Jacksonville»
(Juanmi Bosch/Jaime Triay)

## Personal
- Jaime Triay: voz.
- Juanmi Bosch: guitarra.
- Joan Miguel Pieras, «Cañete»: bajo.
- Tino Font: batería.